# Seznam církví registrovaných podle zákona č. 89/2012 Sb.

## Hlavní město Praha
- Biblická církev Praha – křesťanské společenství konzervativní evangelikální orientace.[1]
- Evangelikální sbor Immanuel  – sbor založen roku 2003 korejskými a slovenskými misionáři; dříve nazýván Presbyteriánský sbor Immanuel.[2]
- Křesťanské biblické centrum Ekklesia – ruskojazyčný charismatický sbor v Praze.[3]
- Křesťanský sbor Praha Jižní město – křesťanské evangelikální společenství sídlící v Praze 4 - Chodov.[4]
- Řeky života – charizmatická církev v Praze s důrazem na uzdravování; vychází z učení Kennetha Hagina.[5]
- Služba smíření – křesťanské společenství v Praze 2, které vede pastor Martin Voráč; podporuje misii v Súdánu.[6]
- TCV Praha – letniční církev Triumfální centrum víry, vedená pastorem Milošem Kozohorským.[7]
- Ta Cesta: Pražské evangelické společenství – evangelikální společenství křesťanů založené Alexandrem Flekem.[8]

## Středočeský kraj
- Křesťanské centrum Příbram – evangelikální a charizmatické sdružení křesťanů[9]
- Křesťanské společenství Juda – společenství charismatických křesťanů, které sídlí v Mělníku. Vede internetové knihkupectví a vydavatelství Juda.[10]

## Jihočeský kraj
- Biblické Centrum Víry – charizmatická církev v Táboře a Českých Budějovicích s důrazem kladeným na uzdravování.[11]
- Křesťanská společnost Cesta Života – evangelikální charizmatická církev, která dává důraz na nutnost posvěcení v životě svých členů. Má místní sbory v Českých Budějovicích, Českém Krumlově a Prachaticích.[12]

## Plzeňský kraj
- Křesťanský sbor Domažlice – společenství křesťanů řadící se k evangelikálně-charizmatickému proudu protestantských církví. Vyvíjí výraznou charitativní a pastorační činnost, zejména mezi Ukrajinci pracujícími v západních Čechách a také na Podkarpatské Rusi. Registrován jako zapsaný spolek.[13][14]

 Společenství se schází v neděli odpoledne ve sborovém domě Jana Roha.

## Karlovarský kraj
- Křesťanský sbor Vinice Cheb  – sbor má česko-německou základnu členů; vede křesťanské knihkupectví.[16]

## Ústecký kraj
- Romský křesťanský sbor – romský sbor ve Vrskmani.[17]
- Sbor Alfa a Omega – charismatické společenství křesťanů ve Varnsdorfu.[18]
- Svobodný evangelikální sbor ICHTYS – sbor v Litoměřicích vedený Pavlem Kalousem, původem z Církve metodistů.[19]

## Liberecký kraj
- Křesťanský sbor Dobrá zpráva – místní sbor v Jablonci nad Nisou řadící se k evangelikálně-charizmatickému proudu protestantských církví.[20]

## Kraj Vysočina
- Církev C3 Třebíč – místní církev charismatických křesťanů v Třebíči, je součástí hnutí C3 Church Global.[21]

## Jihomoravský kraj
- Evangelikální společenství Brno – společenství křesťanů vzešlé v roce 1995 ze skupiny mladých lidí s evangelikálním typem zbožnosti.[22]
- Křesťané Kuřim – křesťanské společenství s novo-kalvinistickými důrazy.[23]

## Moravskoslezský kraj
- Evangelikální Společenství Křesťanů  – společenství evangelikálních věřících v Havířově, schází se od roku 1997.[24]
- Křesťanské společenství Tesalonika  – společenství křesťanů v Bruntále původně vzešlé z kazatelské stanice SCEAV.[25]
- Křesťanský sbor víry  – charismatické společenství křesťanů v Havířově.[26]

## Zlínský kraj
- Biblické společenství křesťanů Kroměříž – křesťanské společenství s novo-kalvinistickými důrazy.[27]